# CS (satélite)
CS (Communications Satellite) foi uma série japonesa de cinco satélites de comunicações projetados, construídos e lançados pela lançado pela Agência de Desenvolvimento Espacial Nacional do Japão (NASDA). Os satélites posteriormente foram assumidos pela TSCJ. Naquela época, o nome de cada satélite foi mudado para Sakura (1, 2A, 2B, 3A e 3B).

## Satélites
| Satélite | Fabricante                                     | Data do lançamento      | Veículo de lançamento | Estado  | Nota                                                               |
| -------- | ---------------------------------------------- | ----------------------- | --------------------- | ------- | ------------------------------------------------------------------ |
| CS-1     | Mitsubishi Electric Ford Aerospace             | 15 de dezembro de 1977  | Delta-2914            | Inativo | O satélite foi transferido para a TSCJ e renomeado para Sakura 1   |
| CS-2A    | Mitsubishi Electric Ford Aerospace             | 04 de fevereiro de 1983 | N-2 Star-37E          | Inativo | O satélite foi transferido para a TSCJ e renomeado para Sakura 2A. |
| CS-2B    | Mitsubishi Electric Ford Aerospace             | 05 de agosto de 1983    | N-2 Star-37E          | Inativo | O satélite foi transferido para a TSCJ e renomeado para Sakura 2B  |
| CS-3A    | Mitsubishi Electric (MELCO) NEC Ford Aerospace | 19 de fevereiro de 1988 | H-1 UM-129A (9 SO)    | Inativo | O satélite foi transferido para a TSCJ e renomeado para Sakura 3A  |
| CS-3B    | Mitsubishi Electric (MELCO) NEC Ford Aerospace | 16 de setembro de 1988  | H-1 UM-129A (9 SO)    | Inativo | O satélite foi transferido para a TSCJ e renomeado para Sakura 3B  |